# Copa Montevideo 1953
La Copa Montevideo 1953 fue la primera edición de la Copa Montevideo, tradicional competencia  internacional considerada precursora del actual mundial de clubes. Fue un torneo de verano amistoso que reunía a los principales equipos de fútbol de América del Sur y Europa. Se disputó en su totalidad en el Estadio Centenario en Montevideo, Uruguay, entre los días 17 de enero y 13 de febrero de 1953.

## Participantes
En la primera edición participaron ocho equipos, los cuales se enfrentaron en formato de liga todos contra todos en una ronda:
|          |         |              |          |            | Bandera de Chile |               | Bandera de Paraguay |
| Nacional | Peñarol | First Vienna | Botafogo | Fluminense | Colo-Colo        | Dinamo Zagreb | Presidente Hayes    |
| -------- | ------- | ------------ | -------- | ---------- | ---------------- | ------------- | ------------------- |

Todos los partidos se disputaron en el Estadio Centenario en dobles jornadas. Los equipos argentinos no asistieron por la misma razón que no concurrieron a la Copa Mundial de Fútbol de 1950, y un clasificado especial fue el campeón de la Copa Rio Internacional, Fluminense.

## Tabla de posiciones
| Pos. | Equipo           | PJ | PG | PE | PP | GF | GC | Dif. | Puntos |
| ---- | ---------------- | -- | -- | -- | -- | -- | -- | ---- | ------ |
| 1°   | Nacional         | 7  | 6  | 1  | 0  | 15 | 5  | +10  | 13     |
| 2°   | Botafogo         | 7  | 5  | 1  | 1  | 14 | 5  | +9   | 11     |
| 3°   | Peñarol          | 7  | 5  | 0  | 2  | 14 | 7  | +7   | 10     |
| 4°   | First Vienna     | 7  | 3  | 1  | 3  | 13 | 12 | +1   | 7      |
| 5°   | Fluminense       | 7  | 2  | 3  | 2  | 7  | 6  | +1   | 7      |
| 6°   | Dinamo Zagreb    | 7  | 1  | 2  | 4  | 6  | 10 | -4   | 4      |
| 7°   | Colo-Colo        | 7  | 1  | 1  | 5  | 11 | 20 | -9   | 3      |
| 8°   | Presidente Hayes | 7  | 0  | 1  | 6  | 4  | 18 | -14  | 1      |

| Uruguay                                         |
| Campeón Copa Montevideo 1953 Nacional 1° título |